# Parijse vredesakkoorden van 1973

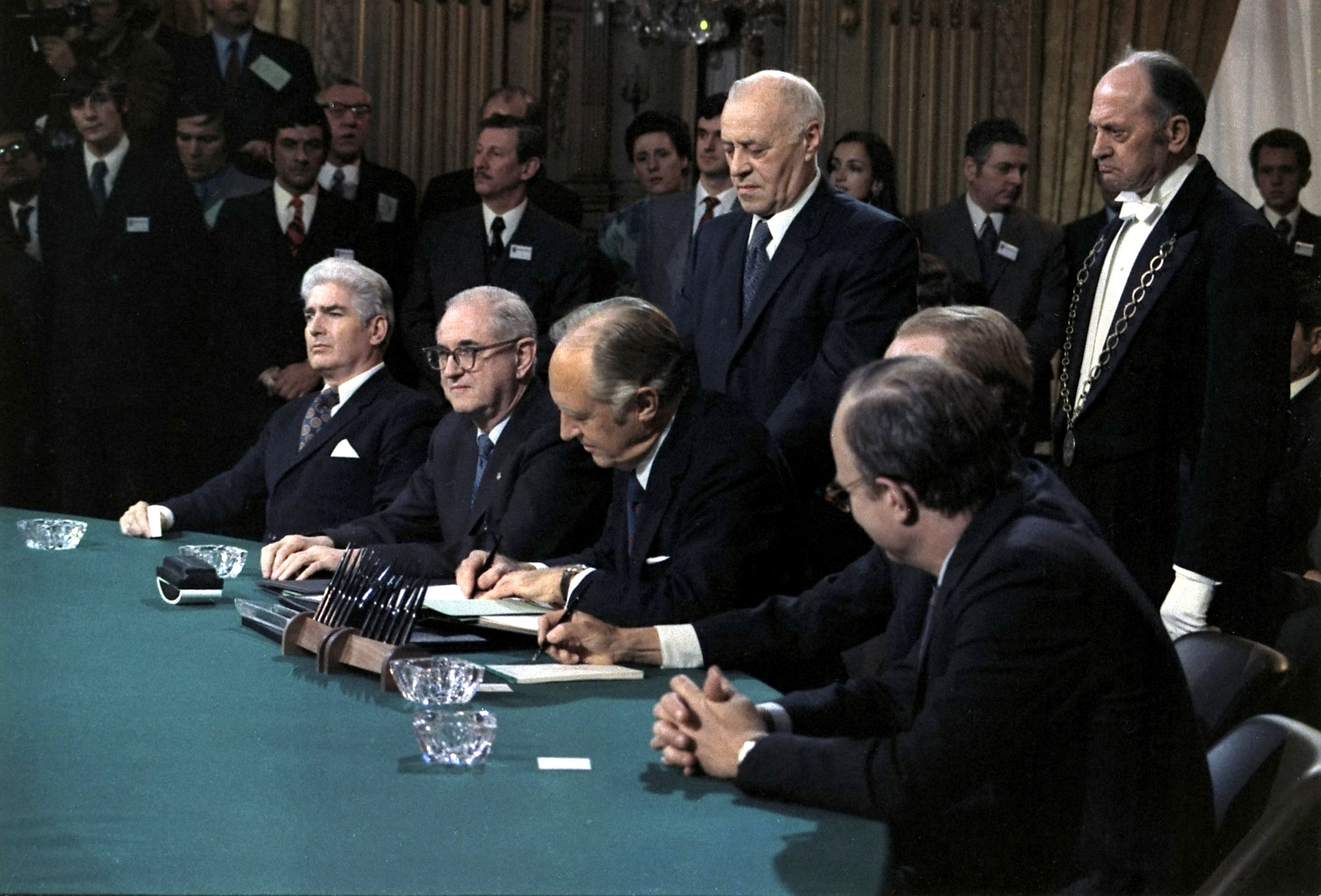
Ondertekening van de akkoorden

De Parijse vredesakkoorden van 1973 waren bedoeld om vrede in Vietnam te brengen, een einde te maken aan de Vietnamoorlog, direct de Amerikaanse militaire betrokkenheid te beëindigen en de gevechten tussen Noord- en Zuid-Vietnam tijdelijk te stoppen. De akkoorden werden op 27 januari 1973 ondertekend door de regeringen van de Democratische Republiek Vietnam (Noord-Vietnam), de Republiek Vietnam (Zuid-Vietnam) en de Verenigde Staten, evenals de Voorlopige Revolutionaire Regering (VRR) dat de inheemse Zuid-Vietnamese revolutionairen vertegenwoordigde. Het document kwam grotendeels overeen met het ontwerp-akkoord van oktober 1972.

## Onderhandelingen
De onderhandelingen vonden plaats van 8 januari tot 13 januari 1973, afwisselend in het gebouw van de Franse Communistische Partij in Gif-sur-Yvette en in de golfclub van Saint-Nom-la-Bretèche.
De Amerikanen hadden de meeste van hun eisen moeten laten vallen. De 17e breedtegraad werd niet erkend als grens tussen Noord en Zuid en Noord-Vietnamese troepen werden niet verplicht zich terug te trekken uit Zuid-Vietnam. De VRR werd op voet van gelijkheid behandeld als de Zuid-Vietnamese regering.

## Afspraken in het vredesverdrag
Het document begon met de stelling dat "de Verenigde Staten en alle andere landen moeten de onafhankelijkheid, soevereiniteit, eenheid en territoriale integriteit van Vietnam, zoals erkend in het verdrag van 1954 van Genève, respecteren." Wat hier tegenover stond was dat de oorlog niet bekend werd gemaakt als buitenlandse agressie tegenover Zuid-Vietnam, wat weer in voordeel was voor de communisten.
De belangrijkste militaire en politieke bepalingen van de overeenkomst waren:
- Vanaf 27 januari 1973 zou er een in-place wapenstilstand worden gehouden. Noord- en Zuid-Vietnamese troepen moesten hun locaties behouden en niet aanvallen. Ze mochten militair materiaal opnieuw bevoorraden maar in beperkte mate.
- Zodra de wapenstilstand van kracht zou zijn, zouden de Amerikaanse troepen (samen met andere buitenlandse militairen) beginnen zich terug te trekken, dit zou moeten gebeuren binnen 60 dagen.
- Tegelijkertijd zouden de Amerikaanse krijgsgevangenen worden vrijgelaten en naar huis mogen terugkeren. De partijen die bij het verdrag betrokken waren, stemden ermee in om de overblijfselen van de oorlogsslachtoffers voor zover dat mogelijk was te repatriëren.
- Er zouden onderhandelingen plaatsvinden tussen de twee Zuid-Vietnamese partijen (de Saigon en de Vietcong), die moesten leiden tot een politieke oplossing die het mogelijk zou maken het Zuid-Vietnamese volk “zelf te kunnen laten beslissen over hun politieke toekomst, door middel van echt vrije en democratische verkiezingen onder internationaal toezicht.”
- De hereniging van Vietnam zou “stap voor stap via vreedzame middelen” worden uitgevoerd.
- Er werd een internationale controlecommissie ingesteld.

De vredesakkoorden leidden niet tot het beoogd definitief einde aan de gevechtshandelingen. Door de terugtrekking van de Amerikanen werd de oorlog in Vietnam opnieuw een burgeroorlog. 